# Carlos Banús y Comas
Carlos Banús y Comas (Vich, provincia de Barcelona, 9 de mayo de 1852-Madrid, 1936) fue un coronel de Ingenieros y escritor militar español.

## Biografía
Natural de Vich, era hijo de Cayetano Banús y Gorgui y Adelaida Comas y Lenis. Siguió la carrera de ingeniero militar en la Academia de Ingenieros de Guadalajara y fue también profesor en ella. Por sus estudios militares, fue nombrado correspondiente de la Real Academia de la Historia.
Publicó varios artículos en la Revista científico-militar, el Memorial de ingenieros, La Electricidad y en los periódicos La Dinastía y Diario de Barcelona.
Falleció en 1936.

## Obra
Sus escritos más destacados son:
- «Estudios sobre el arte e historia militar» (1881-1884)
- Tratado de telegrafía militar (1884)
- Táctica elemental (1885)
- Concentración y movilización de los ejércitos (1886)
- «Minas militares» (1887)
- Historia de la guerra 1914, sus causas, sus efectos (1930)